# Severofríské ostrovy

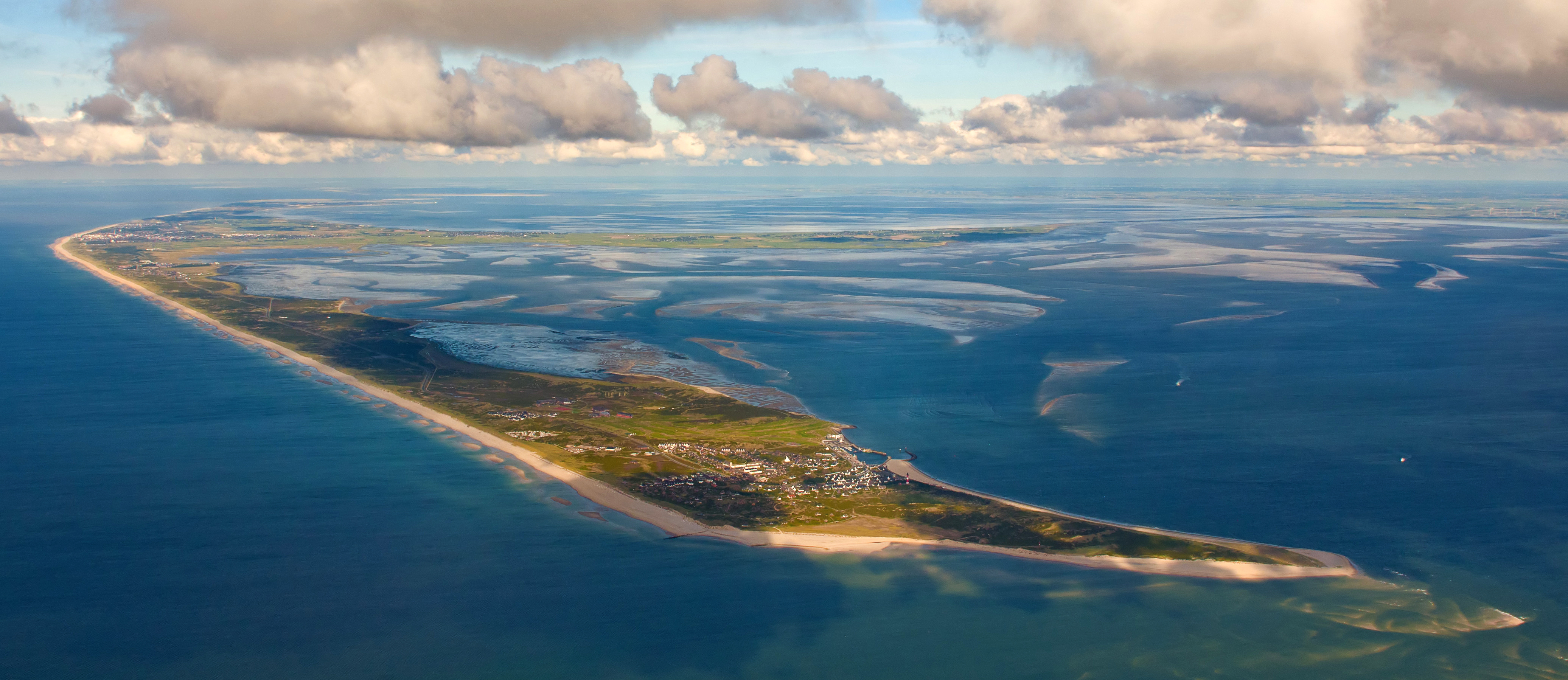
Sylt

Severofríské ostrovy (německy Nordfriesische Inseln, dánsky Nordfrisiske Øer, frísky Noardfryske eilannen) jsou skupina ostrovů západně od pobřeží Šlesvicka-Holštýnska, která se rozprostírá na pomezí Severního moře a Waddenzee (Wattenmeer). Ostrovy jsou součástí Fríských ostrovů a vytváří pás lemující pobřeží Německa (konkrétněji Severní Frísko) oddělující vnitřní wattové moře Waddenzee od volného Severního moře.
Za Severofríské ostrovy se většinou považují ty ostrovy náležející Německu, které byly historicky osídleny národem Frísů. Více na sever se nachází několik dánských ostrovů, které již do fríského kulturního prostoru nespadají a proto někdy mezi Severofríské ostrovy nebývají započítávány a používá se pro ně pojmenování Dánské wattové ostrovy (Danske Vadehavsøer). Ostrovy a přilehlé vodní plochy Wattenmeer vytvářejí jeden z německých národních parků Nationalpark Schleswig-Holsteinisches Wattenmeer o rozloze 441 000 ha a dánský národní park Vadehavet o rozloze 146 000 ha., které jsou součástí světového přírodního dědictví UNESCO.
Pro Waddenzee jsou typické mělčiny a písčiny, které vznikají při odlivu a jsou rozděleny hlubokými a mělkými brázdami. Podél pobřeží je většinou písčina, která je při každém přílivu zaplavována slanou mořskou vodou. Mořské proudy a bouřky dynamicky mění vzhled krajiny, když příležitostně ukrajují pevninu a na jiném místě naopak vznikne nový nános písčitého sedimentu.

## Přehled ostrovů
| Německo - Sylt - Föhr - Amrum - Pellworm - a další |  | Dánsko - Fanø - Rømø - Mandø - a další |

## Galerie

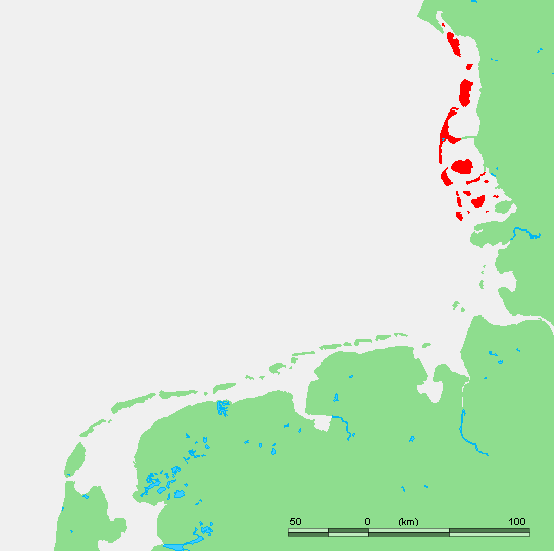
lokalizace ostrovů
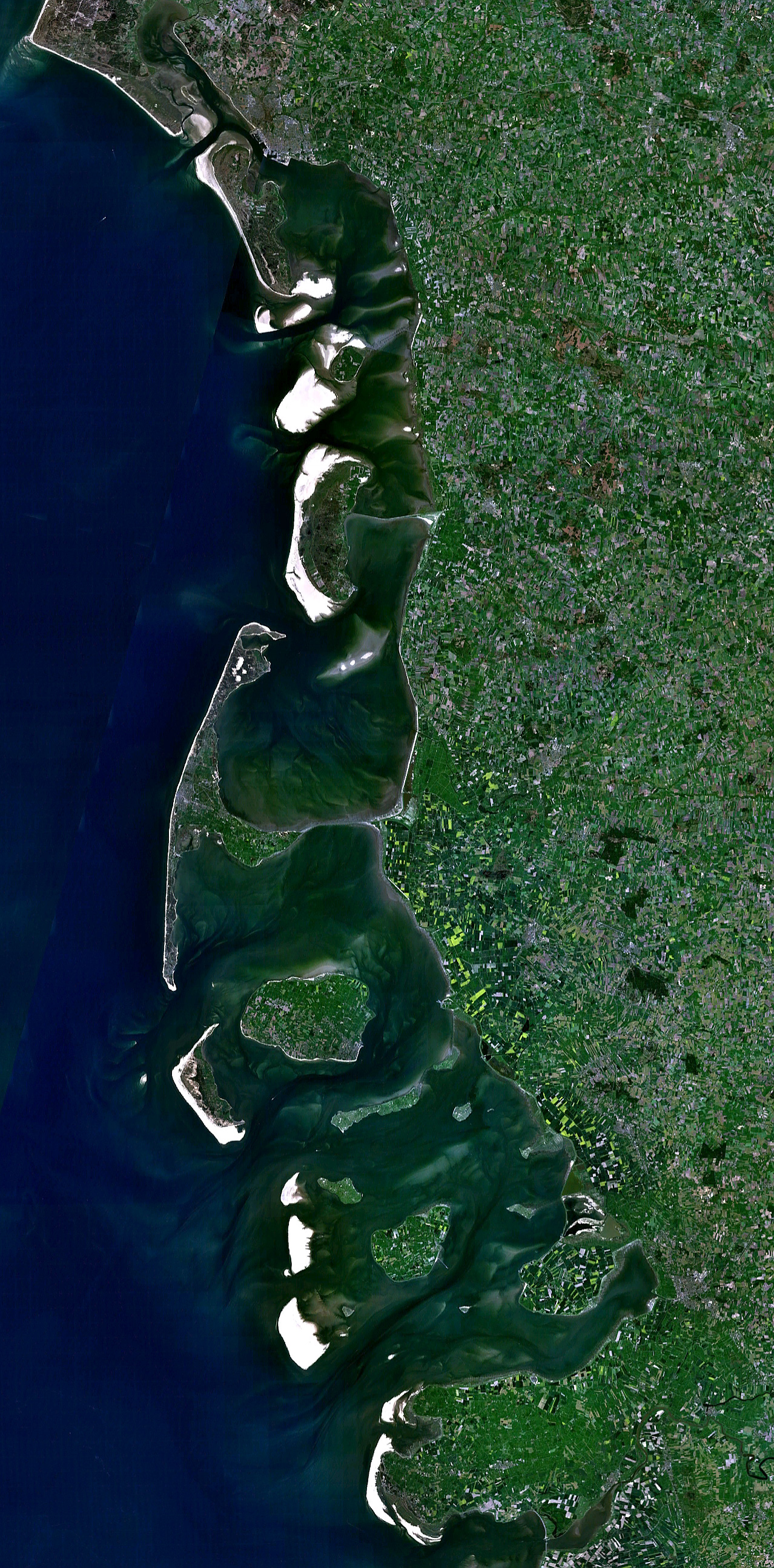
satelitní snímek
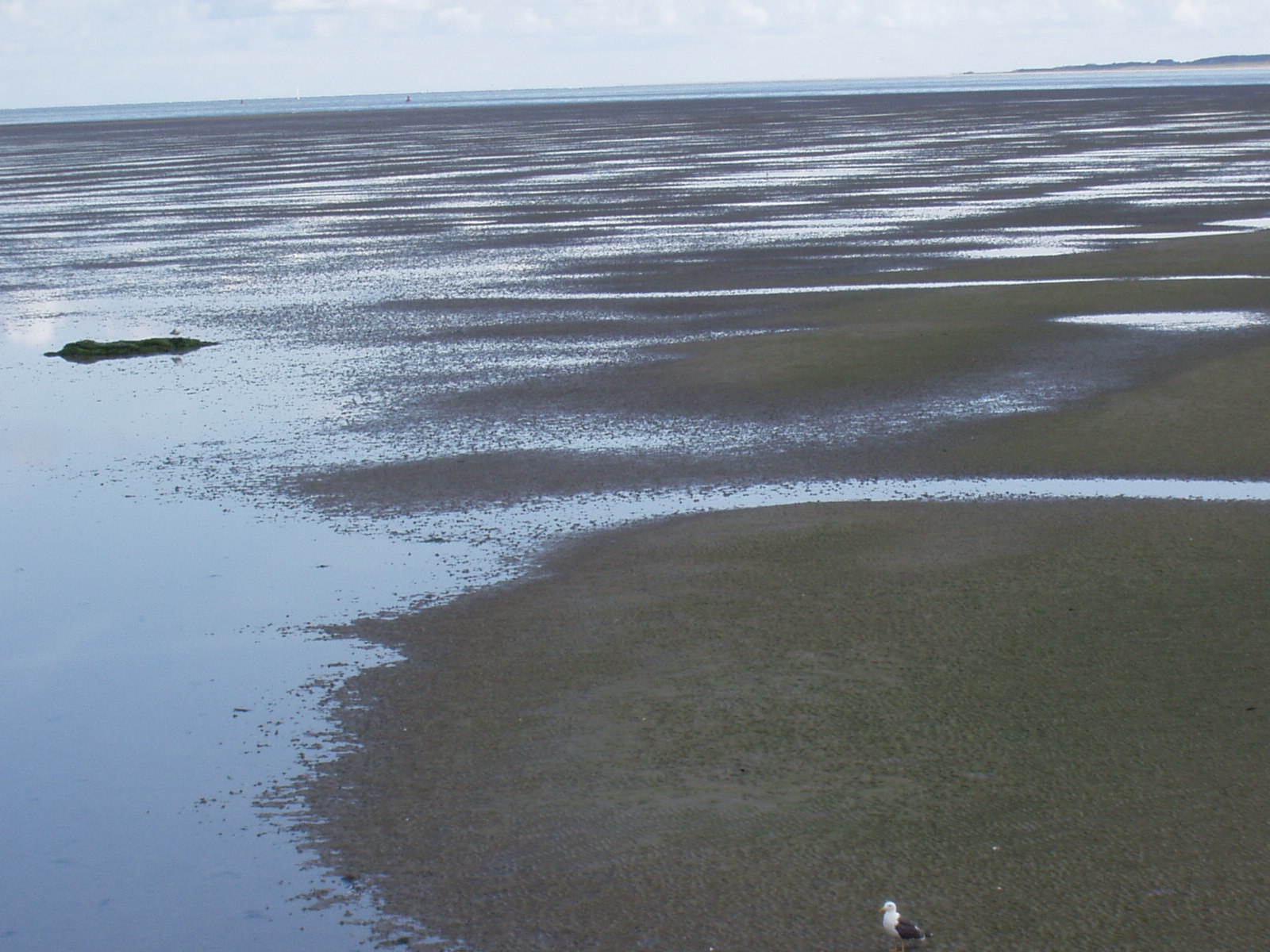
zdejší pobřeží
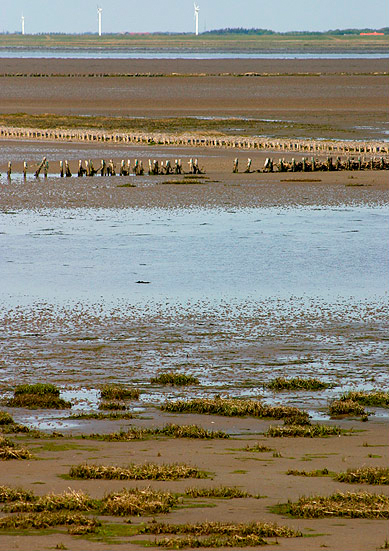
zdejší krajina